# Angi István (országgyűlési képviselő)
Angi István András (Gyergyószárhegy, 1888. május 29. – Csíkszereda, 1968. február 26.) székely földbirtokos, országgyűlési képviselő, huszártiszt, közbirtokossági elnök

## Családja

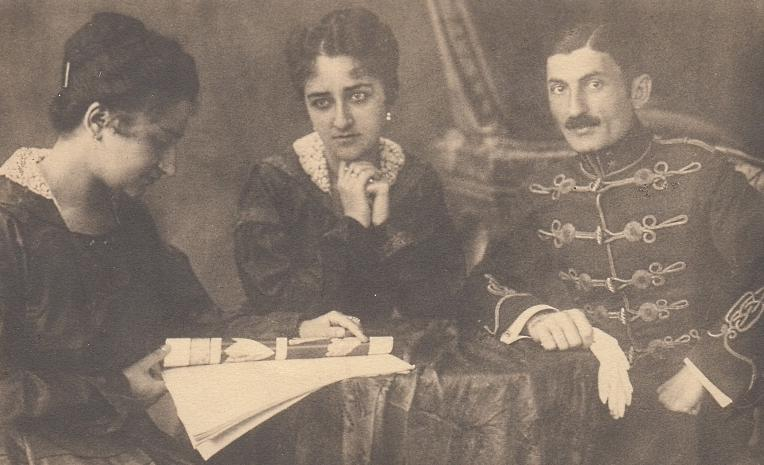
Angi István feleségével (Sáska Anna) és sógornőjével (Sáska Erzsébet) – 1917

- szülei:  Angi István – földbirtokos, egyházközségi főgondnok (1848 Gyergyószárhegy – 1916 Gyergyószárhegy)  /  Laczkó Viktória (1849 Gyergyószárhegy – 1939 Gyergyószárhegy)[1][2][3]
- felesége: Sáska Anna (Sáska Kajetán, örmény származású bankár-kereskedő lánya) 1893 Gyergyószentmiklós – 1983 Csíkszereda[2][4]
- gyermekei: Angi Edit (1920 Gyergyószárhegy – 2013 Budapest)  /  Angi István – főszolgabíró, jogász (1918 Gyergyószentmiklós – 1988 Csíkszereda)[5][6][7]
- veje:  Rácz János – m. kir. vezérkari katonatiszt (1911 Kiskunfélegyháza – 1984 Budapest)[2][6]

## Életútja

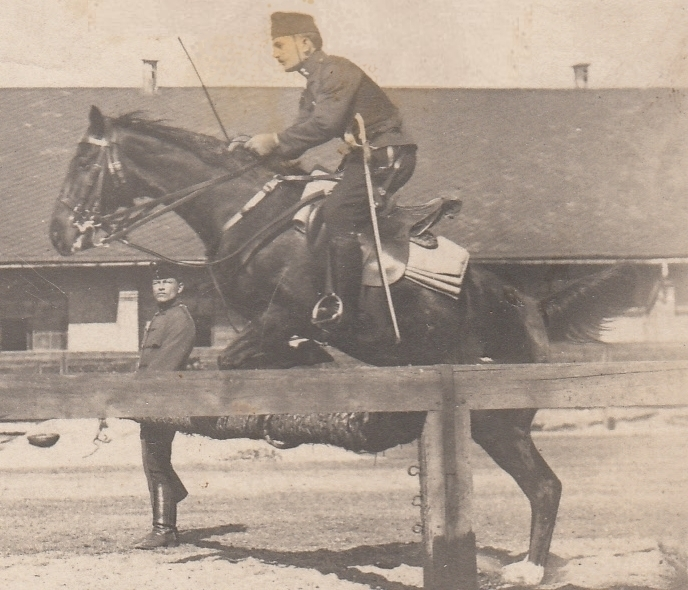
Angi István – 1912

Középiskolai tanulmányait önköltséges hallgatóként a Csíksomlyói Főgimnáziumban kezdte 1899-ben, majd a Székelyudvarhelyi Főgimnáziumban fejezte be, 1908-ban. Ezután a Kolozsvári Magyar Királyi Ferenc József Tudományegyetem jog- és államtudományi karán tanult, majd már végzett joghallgatóként 1914-ben díjas közigazgatási gyakornoknak nevezték ki a felcsíki járás főszolgabírája mellé.  
Eközben már 1909. október 11-én önkéntesként jelentkezett a Magyar Királyi  4. számú Gyalogezredhez, ahonnan 10 nap múlva átkerült az Magyar Királyi. Brassói 24. Honvéd Gyalogezred kötelékébe. Két év múlva, 1911 decemberében önkéntesként került aztán végleges alakulatához, a Magyar Királyi Marosvásárhelyi 9. Honvéd Huszárezredhez. Itt 1912 áprilisában előléptették címzetes tizedessé, majd ugyanez év szeptemberében pedig címzetes őrmesterré. 1913 januárjában tartalékos hadapróddá nevezték ki, augusztusban pedig bevonult a századához fegyvergyakorlatra, Marosvásárhelyre. 1914 januárjában már tartalékos zászlós, majd az I. világháború kitörése után frontszolgálata alatt 1915 márciusában hadnaggyá, 1916 novemberében pedig főhadnaggyá léptették elő.

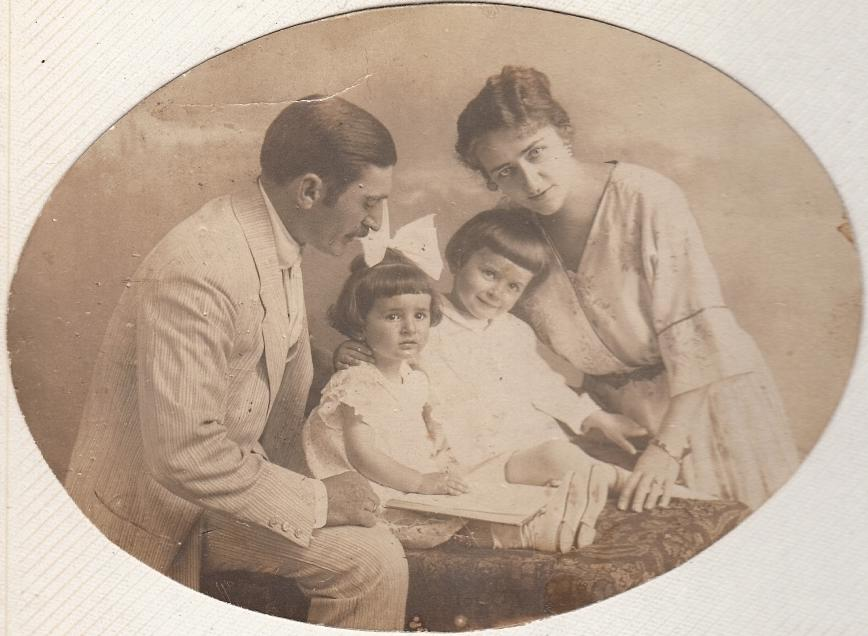
Angi István feleségével (Sáska Anna) és gyermekeivel (Edit és István) – 1923

A trianoni békeszerződés után az erdélyi Országos Magyar Pártban politizált és tagja volt a párt intézőbizottságának. A második bécsi döntés után, 1940. október 10-én behívták a Magyar Parlamentbe, ahol a visszacsatolt Erdély egyik országgyűlési képviselőjeként kezdetben az Erdélyi Párt tagja volt.
1941-ben Horthy Miklós kormányzó, Angi Istvánt fiával együtt Nemzetvédelmi Kereszt kitüntetésben részesítette. 1942 februárjában kilépett az Erdélyi Pártból, majd hosszas független képviselőség után 1943 májusában tagja lett az ellenzéki Független Kisgazdapártnak. Képviselősége alatt a gazdasági, illetve a földművelésügyi bizottságok tagja volt, mely tisztségeit 1944. november 6-ig töltötte be.
1945. február 15-én (szűk két hónappal Bajcsy-Zsilinszky Endre kivégzése után) huszonhárom ellenzéki parlamenti társával együtt Szálasi utasítására a nyilaskeresztes párt összeférhetetlenségi indítványában hűtlenséggel és hazaárulással vádolta meg.
1945 nyarán visszatért a Románia által ismét elfoglalt Székelyföldre, szárhegyi otthonába. 1946-ban a román hatóságok a maradék földjeinek nagy részét, 1949-ben pedig minden ingó és ingatlan vagyonát kisajátították, őt pedig családtagjaival együtt Gyergyószárhegyről, Csíktaploczára deportálták.

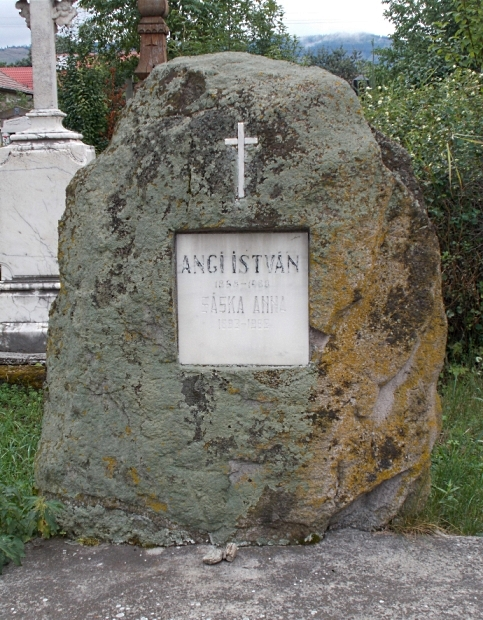
Angi István sírhelye (Gyergyószentmiklósi Örmény-Katolikus Temető)

Angi István 1968-ban halt meg, feleségével közös sírhelye a Gyergyószentmiklósi Örmény-Katolikus Temetőben található.

## Katonai kitüntetései
- Bronz Vitézségi Érdemérem – 1915  (az 1914. augusztusi Stojanówi lovas ütközetben tanúsított helytállásáért)[20][21][22][23]

- Legfelsőbb Dicsérő Elismerés – 1917  (az 1916. szeptemberi Nagybári csatában tanúsított helytállásáért)[20][24]
- Legfelsőbb Dicsérő Elismerés újólag, a kardok egyidejű adományozása mellett – 1918[20][25]
- Vaskereszt másodosztálya – (időpont ismeretlen)[6]

## Betöltött tisztségei
- Borszék-Fürdő közbirtokossági ellenőr (1927-?)[26]
- Szárhegy-Ditró Kétág (borszéki) közbirtokossági elnök (1933-1948)[6]
- Magyar országgyűlési képviselő (1940-1944)[13]
- Erdélyi Magyar Gazdasági Egyesület szárhegyi gazdakörének elnöke (1940-?)[27]

- Csíkvármegyei Állattenyésztő Egyesület elnöke (1941-1944)[28]
- Keletmagyarországi és Erdélyrészi Fürdők Szövetségének alelnöke (1941-?)[29]
- Ditrói Takarékpénztár Rt igazgatósági tagja (1941-1944)[30]
- Csíkvármegyei Törvényhatósági Bizottság tagja (1941-?)[31]
- Gyergyói Első Takarékpénztár Rt igazgatósági tagja (1941-1944)[32]
- Székelyföldi Állattenyésztő Egyesületek Szövetségének alelnöke (1942-?)[33]
- Szárhegyi Gazdasági Szövetkezet igazgatósági tagja (1942-?)[34]
- Székelyföldi Kereskedelmi Bank Rt igazgatósági tagja (1942-1943)[35]
- Gyergyószentmikósi Gőzfűrész Részvénytársaság igazgatósági tagja (1943-?)[36]
- Csíkvármegyei Közjóléti Szövetkezet igazgatósági tagja (1944-?)[37]